# Documents d'Halloween

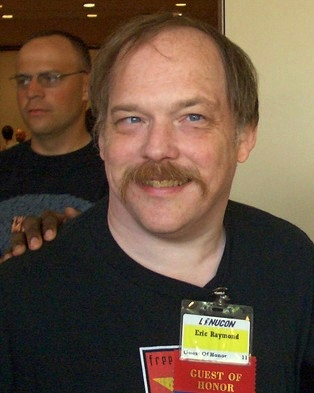
Eric Raymond, promoteur de l'open-source qui publia les documents

Les documents d'Halloween sont une série de notes confidentielles issues de Microsoft et quelques réponses d'acteurs du logiciel libre, concernant les stratégies à adopter par Microsoft face au logiciel libre, au mouvement open source et à Linux. Ils ont été publiés par Eric S. Raymond à partir de 1998,, aux alentours du 31 octobre de différentes années, d'où leur nom.

## Résumé
Le premier document, demandé par le vice-président principal James Allchin à l'intention du vice-président principal Paul Maritz et écrit par Vinod Valloppillil, alors gestionnaire de programme chez Microsoft, a été transmis à Eric Raymond en octobre 1998 qui en publia une version commentée sur son site web. Le document contient des références à un second mémo concernant plus particulièrement Linux ; ce dernier, écrit par Vinod Valloppillil et Josh Cohen, fuitera aussi. Microsoft a depuis reconnu l'authenticité de ces documents
Dans ces documents marqués Confidentiel, les auteurs identifient les logiciels open-source et plus particulièrement Linux comme une menace majeure à la domination de Microsoft dans l'industrie du logiciel, et proposent des pistes pour empêcher le développement de ce type de logiciels. Ces documents confirment que les logiciels libres étaient techniquement en compétition avec certains logiciels de chez Microsoft.
Après la publication de ces deux documents, d'autres mémos internes ont fuité et été publiés.

## Liste des documents
Les documents proviennent de différentes sources : certains sont des documents internes (I, II, VII, VIII et X), un autre est une déclaration publique (III), les autres sont des réponses d'Eric Raymond à diverses publications.
|      | Titre                                                                               | Traduction                                                                                            | Auteur                         | Date           | Description |
| ---- | ----------------------------------------------------------------------------------- | --- | ------------------------------ | -------------- | --- |
| I    | Open Source Software: A (New?) Development Methodology                              | Les logiciels open-source : une (nouvelle ?) méthode de développement                                 | Vinod Valloppillil             | Août 1998      | Un rapport interne fuité |
| II   | Linux OS Competitive Analysis: The Next Java VM?                                    | Analyse compétitive de Linux : le prochain java ?                                                     | Vinod Valloppillil             | Août 1998      | Un rapport interne fuité |
| III  | Untitled statement                                                                  | Document sans titre                                                                                   | Aurelia van den Berg           | Novembre 1998  | Communiqué de presse de Microsoft Hollande |
| IV   | When Software Things Were Rotten                                                    | Quand le monde du logiciel était corrompu                                                             | Eric S. Raymond                | Décembre 1998  | Une œuvre satirique en réponse à Ed Muth, alors le supérieur de Vinod Valloppillil, après qu'il a comparé les développeurs de logiciels libres à Robin des bois |
| V    | The FUD Begins                                                                      | Le FUD commence                                                                                       | Eric S. Raymond                | Mars 1999      | Une réponse de Eric Raymond à Ed Muth suivant sa déclaration que Linux « tient peu ses promesses techniques »                                                   |
| VI   | The Fatal Anniversary                                                               | L'anniversaire fatidique                                                                              | Eric S. Raymond                | Octobre 1999   | Une réponse de Eric Raymond aux études du cabinet Gartner faites sur commande de Microsoft                                                                      |
| VII  | Research E-Bulletin: Attitudes Towards Shared Source and Open Source Research Study | Rapport de recherche : enquête sur les réactions face au programme shared source et au logiciel libre |                                | Septembre 2002 | Un résumé d'une enquête menée par Microsoft concernant son programme shared source                                                                              |
| VIII | OSS and Government                                                                  | Open Source Software et administration publique                                                       | Orlando Ayala                  | Novembre 2002  | Les procédures mises en place par Microsoft à la suite de la reconversion de clients majeurs vers d'autres produits                                             |
| IX   | It Ain't Necessarily SCO                                                            | Ce n'est pas nécessairement SCO                                                                       | Rob Landley et Eric S. Raymond | Août 2003      | Une réponse aux allégations de SCO Group au début de l'affaire SCO contre IBM (en)                                                                              |
| X    | Follow The Money                                                                    | Suivez l'argent                                                                                       | Mike Anderer                   | Mars 2004      | Un mail du consultant Mike Anderer pour Chris Sontag de SCO révélant un transfert de 86 millions de dollars de Microsoft à SCO                                  |
| XI   | Get The FUD                                                                         | Examinons le FUD                                                                                      | Eric S. Raymond                | Juin 2004      | Une réponse à la campagne Get the Facts (en) menée par Microsoft                                                                                                |

### DocumentsIetII
Ce sont deux documents internes écrits par Vinod Valloppillil, gestionnaire de programme chez Microsoft.
Le premier document introduit en détail les principes, les avantages et les défauts du logiciel libre, son impact possible sur les produits et services de Microsoft et les moyens de le concurrencer. Il révèle aussi que l'usage de FUD est une stratégie marketing courante et bien rodée chez Microsoft, par exemple en annonçant des produits qui n'existent pas, ou en répandant la rumeur que des produits concurrents rendraient instable Windows.
Ce document indique qu'une des raisons pour lesquelles le logiciel libre s'est bien implanté sur le marché des serveurs web est l'usage de protocoles standardisés. Pour contrer cela, l'auteur propose « d'adopter ces protocoles et d'en créer de nouveaux » pour « spécialiser les protocoles et les logiciels » ; une technique nommée « embrace, extend and extinguish ».
Le document analyse aussi que les logiciels libres sont « fiables sur le long terme […] et donc les techniques de FUD ne peuvent pas être utilisées efficacement contre eux » et que « dans des cas d'études récents [Internet] fournit des preuves évidentes […] que des logiciels libres peuvent atteindre ou surpasser une application marchande ».
Le second analyse l'architecture des systèmes Linux et ses rapports avec Unix et Windows NT.
Eric Raymond remarque que, à l'opposé de ses déclarations publiques, Microsoft considère Linux comme un concurrent de premier plan.
Les deux documents ont été utilisés comme pièces à conviction le 16 janvier 2007 dans le procès Comes contre Microsoft.

### DocumentIII
La déclaration d'Aurelia van den Berg, directrice de relation publique chez Microsoft Hollande, précise que les deux documents précédents ne sont pas des positions officielles de Microsoft, mais qu'il s'agit de travaux « courants et appropriés » sur la concurrence.
Cette déclaration est courte, mais plusieurs points seront plus tard développés dans la réponse officielle de Microsoft.

### DocumentVII
Il s'agit d'un résumé des résultats d'une étude menée par Microsoft sur des développeurs et des responsables informatiques décrivant les réactions face au programme shared source. Eric Raymond suggère dans ses commentaires comment la communauté open-source peut tirer parti de cette étude.
Les résultats laissent apparaître un bon accueil des principes de l'open-source et du programme shared source. La raison principale pour l'adoption de Linux est son faible coût total de possession, bien que plusieurs publications de Microsoft annonçaient que Windows avait un coût total de possession plus faible que Linux.

### DocumentVIII
Ce document est un mémo du vice-président des ventes mondiales aux dirigeants des filiales régionales de Microsoft. Il décrit les aides mises à disposition par la maison mère aux vendeurs subissant la compétition de Linux sur les marchés publics.